# Ochnovité

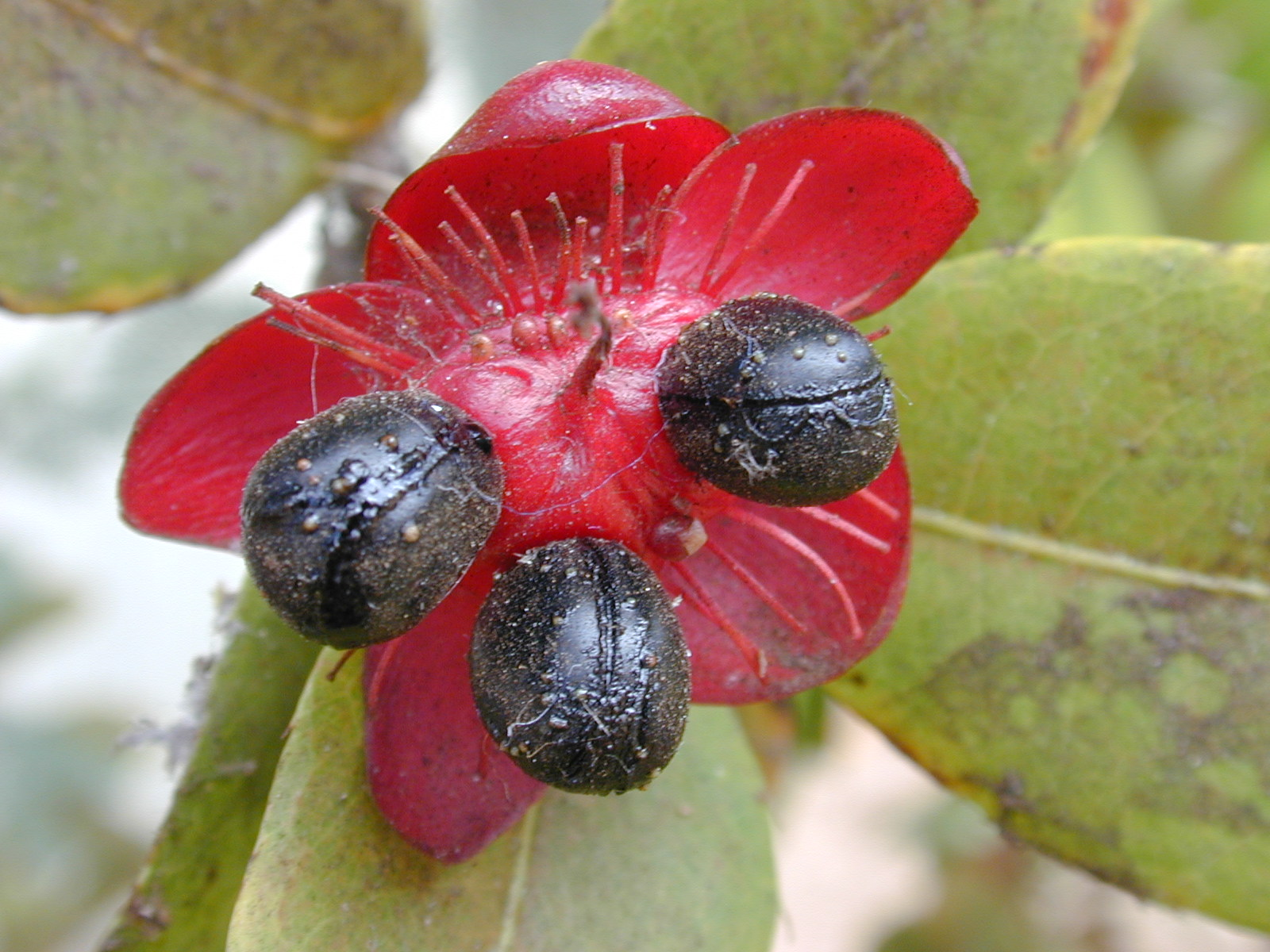
Ochna thomasiana

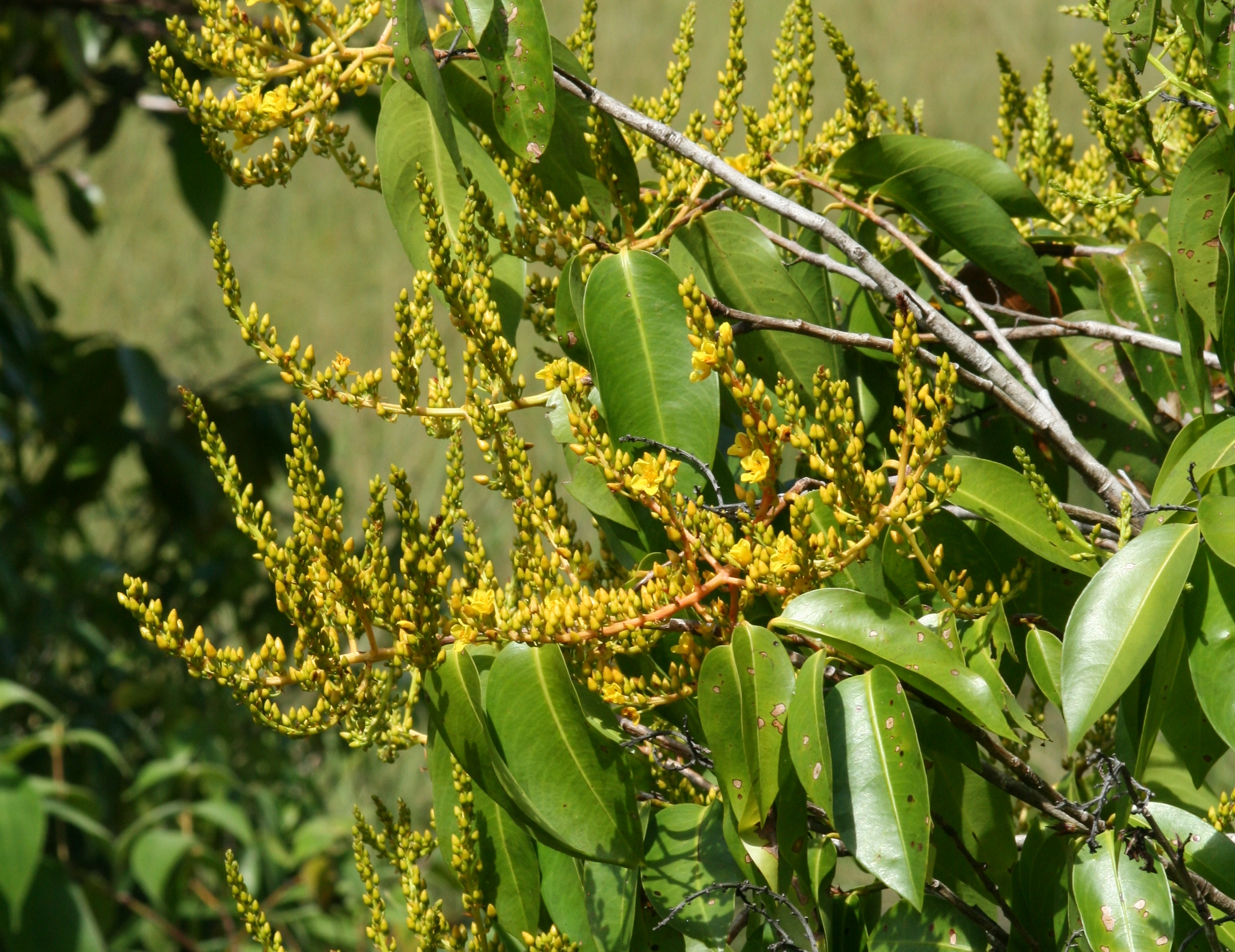
Ouratea brevicalyx

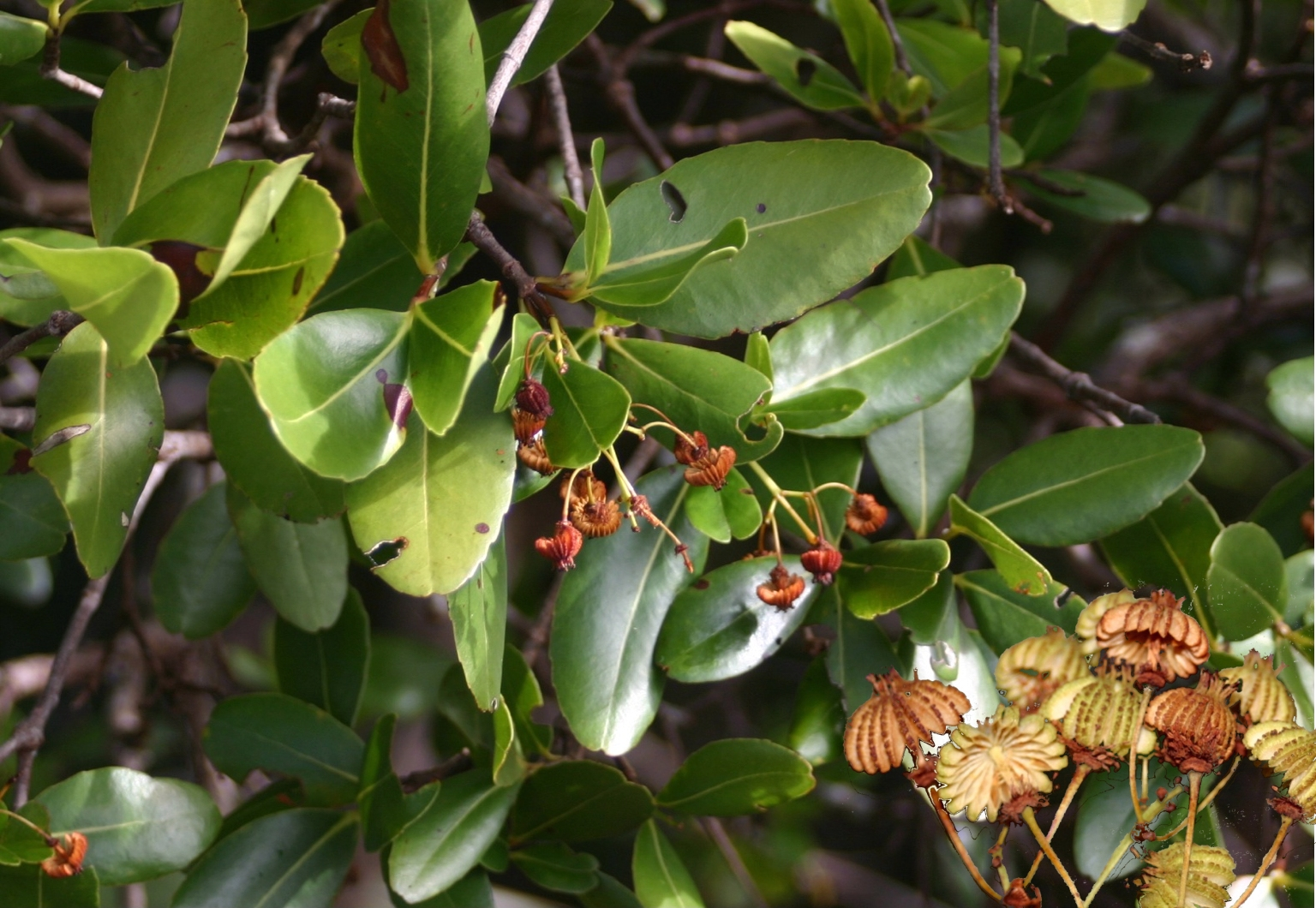
Medusagyne oppositifolia

Ochnovité je čeleď vyšších dvouděložných rostlin z řádu malpígiotvaré (Malpighiales).

## Charakteristika
Keře a stromy, méně často byliny nebo i liány se střídavými, vstřícnými nebo přeslenitými listy s palisty nebo bez palistů. Listy jsou nejčastěji jednoduché (pouze u několika rodů i zpeřené), na okraji zubaté, se zpeřenou žilnatinou. Květy jsou nejčastěji oboupohlavné, pravidelné nebo souměrné. Kalich je z 5 (vzácněji ze 4) lístků. Koruna je ze 3 až 5 (nebo až 10) volných plátků. Tyčinek je 5 až mnoho. Gyneceum je svrchní, ze 2 až 25 volných nebo srostlých plodolistů, nejčastěji na gynoforu. Plodem je pukavá nebo nepukavá tobolka, bobule, měchýřek nebo peckovice.
Čeleď zahrnuje asi 550 druhů ve 32 rodech. Vyskytuje se v tropech celého světa. Nejvíce zástupců čeledi Ochnaceae roste v nížinných pralesích a na savanách, některé rostou i v horských lesích, např. na stolových horách ve Venezuele.

## Taxonomie
V průběhu aktualizací systému APG byly do čeledi Ochnaceae vřazeny čeledi Medusagynaceae (jediný druh Medusagyne oppositifolia, Seychely) a Quiinaceae (rody Froesia, Lacunaria, Quiina a Touroulia, asi 50 druhů v tropické Jižní Americe). Taxonomické vztahy k ostatním čeledím řádu malpígiotvaré (Malpighiales) jsou stále nejasné.
V Cronquistově systému byly všechny 3 zmíněné čeledi řazeny v řádu čajovníkotvaré (Theales).

## Zástupci
- klínor (Gomphia)
- lofira (Lophira)
- ochna (Ochna)
- savagézie (Sauvagesia)[2]

## Význam
Sauvagesia erecta je používána v brazilském bylinném léčitelství na oční potíže. Lophira alata je v Africe těžena pro dřevo. Některé druhy rodů Lacunaria a Quiina mají jedlé plody.

## Seznam rodů
Adenarake,
Blastemanthus,
Brackenridgea,
Campylospermum,
Cespedesia,
Elvasia,
Euthemis,
Fleurydora,
Froesia,
Godoya,
Gomphia,
Idertia,
Indosinia,
Krukoviella,
Lacunaria,
Lophira,
Luxemburgia,
Medusagyne,
Ochna,
Ouratea,
Perissocarpa,
Philacra,
Poecilandra,
Quiina,
Rhabdophyllum,
Rhytidanthera,
Sauvagesia,
Schuurmansia,
Schuurmansiella,
Testulea,
Touroulia,
Tyleria,
Wallacea